# George Russell (muzyk)
George Allen Russell (ur. 23 czerwca 1923 w Cincinnati, zm. 27 lipca 2009 w Boston) – amerykański muzyk jazzowy, kompozytor, pianista i perkusista, oraz teoretyk, którego koncepcje wpłynęły na rozwój muzyki drugiej połowy XX wieku. Laureat NEA Jazz Masters Award 1990.

George Russell: Ja nie gram na fortepianie, ja gram „Koncepcję lidyjską”.

## Życiorys
Urodził się z nieformalnego związku białego profesora muzyki z Oberlin College – Josepha i Bessie, bogatej Afroamerykanki z Kentucky. Adoptowała go czarna rodzina z Cincinnati. Jego zastępczy ojciec był szefem kuchni w pociągach Baltimore and Ohio Railroad, matka zaś pielęgniarką. W dzieciństwie śpiewał w chórze Afrykańskiego Kościoła Metodystyczno-Episkopalnego i słuchał orkiestr grających na parowcach pływających po rzece Ohio. Na bębnach zaczął grać w skautowskim korpusie perkusyjno–fanfarowym (Boy Scout Drum-and-Bugle Corps). Chodził do integracyjnej szkoły średniej, gdzie spotykały go przejawy rasizmu. Dzięki przyznanemu stypendium podjął studia na historycznie afroamerykańskim  Wilberforce University. Na uczelni grał w orkiestrze The Wilberforce Collegians, która uchodziła za kuźnię młodych talentów jazzowych. W różnym czasie występowali w niej bowiem tacy muzycy jak saksofoniści Ben Webster, Coleman Hawkins, Benny Carter i Frank Foster, trębacze Charles Freeman Lee i Cootie Williams, oraz bandlider Fletcher Henderson.
W 1941 otrzymał powołanie do wojska, ale wtedy po badaniach medycznych i ujawnieniu gruźlicy, na którą chorował od kilku lat, trafił do szpitala. Podczas półrocznej hospitalizacji jeden z pacjentów zapoznał go z podstawami teorii muzyki i rozbudził zainteresowanie tą dziedziną. Russell skomponował wtedy dla Benny’ego Cartera utwór New World.
Po wyjściu ze szpitala wyjechał do Chicago i został perkusistą w zespole Benny’ego Cartera. Kiedy jednak usłyszał grę Maksa Roacha, ustąpił mu miejsca w orkiestrze i podjął dwie decyzje: o zaprzestaniu gry na perkusji i poświęceniu się komponowaniu oraz teorii muzyki. Zainspirowany pianistyczną twórczością Theloniousa Monka, przeprowadził się do Nowego Jorku i dołączył do grupy młodych innowatorów jazzu skupionych wokół aranżera i kompozytora Gila Evansa. Regularnymi bywalcami mieszkania Evansa na Manhattanie byli: Miles Davis, Charlie Parker, Dizzy Gillespie, Gerry Mulligan i John Lewis. W latach 1945–1946 nawrót choroby spowodował jego ponowny pobyt w szpitalu, tym razem przez szesnaście miesięcy. W okresie leczenia rozpoczął pracę nad założeniami teoretycznymi Lidyjskiej koncepcji chromatycznej organizacji tonalnej (Lydian Chromatic Concept of Tonal Organization). Jej elementy zastosował w praktyce. W 1947 skomponował słynny, dwuczęściowy utwór Cubano Be, Cubano Bop, który wykorzystała orkiestra Dizzy’ego Gillespie’ego w eksperymentach z połączeniem bebopu z jazzem afrokubańskim. Rok później w hołdzie Parkerowi i Igorowi Strawinskiemu stworzył kompozycję z pogranicza jazzu i muzyki poważnej – A Bird in Igor’s Yard, którą premierowo wykonał klarnecista Buddy DeFranco. Ponadto w tym czasie studiował kompozycję pod kierunkiem Stefana Wolpe’ego. W 1953 została opublikowana w formie książkowej Lidyjska koncepcja chromatycznej organizacji tonalnej. Teoria ta obejmowała wszystkie systemy równomiernie temperowane i miała wpływ nawet na gatunki muzyki odległe od jazzu. Wg. Joachima-Ernsta Berendta: „Była pierwszą pracą teoretyczną opierającą naukę harmonii jazzowej na immanentnych prawach jazzu, a nie na zasadach muzyki europejskiej. Russellowska koncepcja improwizacji – lidyjska w sensie średniowiecznych tonacji kościelnych, a przecież chromatyczna w pojęciu nowoczesnym, przygotowała modalność Davisa i Johna Coltrane’a”.

George Russell: Gdy chce się ogłosić nową teorię muzyki, cała walka toczy się o to, żeby tak poskładać zdania, aby ludzie je zrozumieli. Czasami, kiedy sam czytam je ponownie, niczego nie rozumiem.

Na początku lat. 50 zaczął grać na fortepianie dla publiczności oraz prowadził kilka zespołów, w których występowali m.in. pianista Bill Evans, trębacz Art Farmer, saksofonista Hal McKusick, gitarzysta Barry Galbraith, kontrabasista Milt Hinton i perkusista Paul Motian. W 1956 nagrał jako lider swój pierwszy album The Jazz Workshop, wydany w roku następnym. W latach 1960–1963 prowadził sekstet, w którym grał na fortepianie. Nagrywał z nim przy udziale m.in. puzonisty Dave’a Bakera, kontrabasisty Steve’a Swallowa, saksofonisty Erica Dolphy’ego i wokalistki Sheili Jordan.
W 1964 przeprowadził się do Skandynawii, ponieważ nie akceptował wciąż istniejącej wówczas w Stanach Zjednoczonych segregacji rasowej. Nauczał na Uniwersytecie w Lund oraz koncertował ze swoim sekstetem w wielu krajach Europy. Pracował głównie w Norwegii i Szwecji m.in. z młodymi wówczas utalentowanymi muzykami: saksofonistą Janem Garbarkiem, gitarzystą Terje Rypdalem, trębaczem Pallem Mikkelborgiem i perkusistą Jonem Christensenem. Pisał również dla większych formacji. W kompozycjach wykorzystywał elementy swojej idei „formy pionowej”, którą wyjaśniał jako „warstwy rozbieżnych trybów zachowań rytmicznych”. W 1968 na zamówienie Szwedzkiego Radia skomponował Electronic Sonata for Souls Loved by Nature. Był to rozbudowany utwór awangardowy, wykorzystujący różne rodzaje muzyki, elektronikę oraz nowatorskie formy instrumentacji. Został nagrany w roku powstania podczas koncertu w muzeum sztuki Henie Onstad Kunstsenter w norweskim Bærum. Do kraju rodzinnego wrócił w 1969 i przyjął posadę w New England Conservatory of Music w Bostonie, gdzie nauczał swojej teorii do 2004.
W latach 70. skomponował i nagrał na zamówienie trzy duże dzieła: Listen to the Silence – mszę na orkiestrę i chór dla Norweskiej Fundacji Kulturalnej, Living Time – utwór zamówiony przez pianistę Billa Evansa dla wytwórni Columbia Records oraz Vertical Form VI dla Szwedzkiego Radia. Dużo koncertował z wieloma własnymi zespołami. Od 1972 do 1978 prawie nie występował, pracował bowiem nad drugim, rozszerzonym wydaniem Lidyjskiej koncepcji.... W połowie lat 80., założywszy The Living Time Orchestra, powrócił do pracy na estradzie. Była to duża formacja o międzynarodowym składzie, z którą eksperymentował z wieloma gatunkami muzyki, m.in. funkiem, muzyką elektroniczną i jazz-rockiem. Z orkiestrą liczącą 40. muzyków nagrał w 1985 album z utworem The African Game. Następnie w zmniejszonym do czternastoosobowego składzie prezentował tę kompozycję na tournées w Europie i Stanach Zjednoczonych. W 1986, koncertując z muzykami brytyjskimi i amerykańskim, zespół czasowo przyjął nazwę: The International Living Time Orchestra.
Zmarł wskutek następstw choroby Alzheimera. Miał 86 lat. Po śmierci został skremowany. Prochy przekazano rodzinie lub któremuś z przyjaciół.

### Małżeństwo i syn
Był żonaty i miał nieślubnego syna – Jocka Millgardha.

## Wybrana dyskografia
- 1957 The Jazz Workshop (RCA Victor)
- 1959 New York, N.Y. – George Russell and His Orchestra (Decca)
- 1960 Jazz in the Space Age – George Russell and His Orchestra Featuring Bill Evans (Decca)
- 1961
  - Ezz-Thetics (Original Jazz Classics)
  - George Russell Sextet in K.C. (Brunswick)
- 1962
  - The Outer View (Riverside)
  - The Stratus Seekers (Riverside)
- 1965 George Russell Sextet at Beethoven Hall (SABA)
- 1969 Electronic Sonata for Souls Loved by Nature (Flying Dutchman Records)
- 1970 Othello Ballet Suite – Electronic Organ Sonata No. 1 (Flying Dutchman)
- 1971 The Essence Of George Russell (Sonet)
- 1972 Living Time – Bill Evans–George Russell Orchestra (CBS)
- 1973 Listen to the Silence (Concept Records)
- 1981 Vertical Form VI (Soul Note)
- 1985 The African Game (Blue Note)
- 1987 So What (Blue Note)
- 1988 New York (Electric Bird)
- 1990 The London Concert (Label Bleu)
- 1996 It’s About Time (Label Bleu)
- 2005 The 80th Birthday Concert (Concept)
- 2008 George Russell Sextet Live in Breman and Paris 1964 (Gambit)
- 2010 George Russell – The Complete Remastered Recordings on Black Saint & Soul Note (Black Saint) – 9 CD

Zestawienie wg dat wydania płyt

## Nagrody
- Guggenheim Fellowship – dwukrotnie[1]
- 1978 Le Prix Fats Waller przyznana przez L’Académie du Jazz za reedycje płyt New York N.Y. i Jazz In The Space Age (Francja)[10]
- 1989 MacArthur Fellowship[1]
- 1990 NEA Jazz Masters Award 1990
- Członkostwo w Królewskiej Akademii Muzycznej (Szwecja)[1]